# Atebubu-Amantin
Le district d’Atebubu-Amantin est l’un des 22 districts de la Région de Brong Ahafo.